# Athena (2022)
Athena ist ein französischer Spielfilm von Romain Gavras aus dem Jahr 2022. Das Actiondrama handelt von sozialen Konflikten in einer Vorstadt. Im Mittelpunkt der Geschichte stehen drei Geschwister, deren Leben ins Chaos gestürzt wird, nachdem ihr jüngster Bruder unter rätselhaften Umständen zu Tode gekommen ist. Die Hauptrollen übernahmen Dali Benssalah, Sami Slimane und Ouassini Embarek sowie Anthony Bajon.
Der Film wurde im September 2022 vom Streaminganbieter Netflix veröffentlicht. Die Uraufführung fand zuvor bei den Internationalen Filmfestspielen von Venedig statt.

## Handlung
Abdel, ein französischer Soldat algerischer Abstammung, der gerade von einem Einsatz in Mali zurück ist, hält vor einer Polizeiwache in einer Banlieue eine Pressekonferenz und ruft zu Ruhe auf. Hintergrund ist der Tod seines 13-jährigen Bruders Idir nach schwerer Polizeigewalt, wovon ein Video in den sozialen Medien geteilt wird. Doch eine Gruppe maskierter Jugendlicher mit Migrationshintergrund stürmt unter Führung von Abdels Bruder Karim die Wache und stiehlt Waffen und ein Polizeiauto. Im Triumph fahren sie zurück in ihre Hochhaussiedlung Athena und verbarrikadieren sich. Eintreffende Bereitschaftspolizisten werden mit Feuerwerkskörpern beschossen. Die Polizei riegelt die Siedlung ab und zieht sich zurück. Dadurch entsteht ein Problem für Moktar, einen weiteren Bruder Abdels, der mit Drogen handelt. Da er die Siedlung nicht unkontrolliert verlassen kann, versucht er mit seinen Handlangern seine Waren in der Shisha-Bar der Siedlung zu vergraben. Abdel kehrt nach Athena zurück, um an der Totenfeier für seinen Bruder teilzunehmen, die aber durch die Gewalt draußen gestört wird. Daraufhin hilft er bei der Evakuierung der Siedlung, wird aber beim Verlassen festgenommen. Die aufrührerischen Jugendlichen bleiben, ebenso Sébastien, ein gesuchter Terrorist aus Syrien.
Nachts dringen Einheiten der Bereitschaftspolizei in die Siedlung ein, werden aber zurückgedrängt. Den Aufständischen gelingt es, einen der Polizisten, einen jungen Familienvater namens Jerôme, als Geisel zu nehmen. Für seine Freilassung verlangen sie die Identifizierung der Polizisten, die Idir zusammengeschlagen haben. Ein Polizeikommandant bittet Abdel um Hilfe und lässt ihn frei. Der schleicht sich nach Athena ein, stellt erfolglos seinen Bruder Karim zur Rede und nimmt Jerôme mit. Sie fliehen in die Shisha-Bar, wo Moktar per Mobiltelefon Kontakt mit zwei korrupten Polizisten aufnimmt, die versprechen, ihn herauszuholen. Gleichzeitig verlangt Karim von Abdel, ihm die Geisel zurückzugeben, und droht, die Bar mit einem Molotowcocktail in Brand zu setzen, wird aber von den Polizisten, die Moktar herbeigerufen hat, erschossen. Daraufhin schlägt Abdel brutal auf Moktar ein und verlangt nun seinerseits die Namen der drei Polizisten. Der Polizeioffizier sagt ihm, dass es keine echten Polizisten gewesen seien, und kündigt den Einsatz einer Antiterroreinheit an. Abdel schießt auf Jerôme, trifft aber absichtlich daneben und lässt ihn gehen. Alle außer ihm und Sébastien verlassen die Siedlung und werden festgenommen. Der Terrorist sprengt den Gebäudekomplex mit selbstgebastelten Bomben in die Luft.
Die Abschlussszene zeigt, wie drei Rechtsradikale, die als Polizisten verkleidet sind, das Video mit der Gewalt gegen Idir ins Netz stellen, um die Unruhen zu provozieren. Daraufhin fahren sie in den Wald und verbrennen ihre Uniformen.

## Hintergrund
Athena ist der dritte Spielfilm des französischen Regisseurs Romain Gavras, der auch gemeinsam mit Ladj Ly das Drehbuch verfasste. Ly hatte unter Gavras’ Regie in der vorangegangenen Krimikomödie Die Welt gehört dir (2018) mitgespielt. Für die Hauptrollen wurden Dali Benssalah, Sami Slimane, Anthony Bajon, Alexis Manenti und Ouassini Embarek verpflichtet. Manenti hatte in Lys Erfolgsfilm Die Wütenden – Les Misérables (2019) bereits eine tragende Rolle bekleidet.
Die Dreharbeiten fanden im Sommer 2021 statt und wurden Ende September nach zwei Monaten beendet. Als Drehort diente das Viertel Parc aux Lièvres in Évry-Courcouronnes, unweit von Paris. Gavras hatte den Ort aufgrund seines Flairs einer „befestigten Burg“ und der „ziemlich zeitlosen Atmosphäre in einer sehr zeitgenössischen Umgebung“ ausgewählt. Die Einwohner der Siedlung stellten sich als Statisten zur Verfügung und übernahmen kleinere Rollen. Der fiktive Name der Siedlung Athena (die Göttin des Krieges und der Weisheit) verweist auf die Elemente der griechischen Tragödie, die Gavras übernimmt: das schuldlose Schuldigwerden der Protagonisten und die (annähernde) Einheit von Zeit und Raum.
Die gut zehnminütige Eingangssequenz von der Pressekonferenz über die Plünderung der Polizeiwache bis zur Ankunft in der Hochhaussiedlung wurde in einer einzigen Einstellung gedreht.
Der Film wurde von der französischen Gesellschaft Iconoclast Films direkt für Netflix produziert. Aufgrund der am 1. Juli 2021 in Kraft getretenen Smad-Verordnung musste der US-amerikanische Streaminganbieter seinen finanziellen Beitrag zur französischen Filmindustrie erhöhen. Das Dekret sieht vor, dass ausländische Streamingplattformen 20 bis 25 Prozent ihres in Frankreich erwirtschafteten Umsatzes für die Produktion von europäischen oder französischen Kino- und audiovisuellen Werken weiterverwenden müssen, davon mindestens 20 Prozent für Filme.
Ein Teaser wurde Ende Juni 2022 veröffentlicht. Ein Trailer folgte einen Monat später.

## Rezeption
Athena wurde am 23. September 2022 weltweit auf dem Streamingdienst von Netflix veröffentlicht. Zuvor erfolgte die Premiere am 2. September beim Filmfestival von Venedig.
Tobias Kniebe nennt Athena einen „hochaktuellen Kriegsfilm der ganz anderen Art“: Er beschreibe in einzigartiger Drastik das „Szenario eines kommenden Bürgerkriegs in Frankreich“, und werfe „die Zuschauer mit großer Finesse selbst mit ins Feuer“, im Inneren seiner Geschichte gebe es aber „keine Hoffnung und auch keine Gerechtigkeit – das Land muss brennen.“
Der britische Filmkritiker John Bleasdale vergleicht die schnittlose Eingangssequenz in ihrer technischen Brillanz und dem durch sie ausgelösten Adrenalinausstoß mit denen von Der Soldat James Ryan und Gravity. Gavras gebe seinem Film einen guten Rhythmus, einige seiner Bilder seien „auf sublime Art verstörend schön – Delacroix für das Snapchat-Zeitalter“. Die Musik steigere die Spannung noch. Insgesamt sei Athena „der aufregendste Politthriller seit Children of Men von 2006“.
Eher negativ sieht den Film dagegen die französische Kritikerin Sandra Onana: Er präsentiere eine Bilderflut stilisierter Gewalt und Personen, die es so gar nicht gebe. Garvras‘ „politische Leichtfertigkeit, die Respektlosigkeit erzwingt“, sei erstaunlich.
Ähnlich die Kritik von Jacques Mandelbaum: Der Film konzentriere sich zu sehr auf reine Action und die Ästhetisierung der Gewalt, um ans Herz zu gehen. Die Tiefe der Charaktere und der Emotionen, die den Zuschauer in Die Wütenden – Les Misérables von Drehbuchautor Ladj Ly die Gewalteruptionen verstehen ließen, finde sich in Athena leider nicht.
Laut Patrick Heidmann von epd Film löst der Film das Versprechen, das er mit seiner eindrucksvollen Eingangssequenz machte, nicht ein, da die Familienkonstellation und das Verhalten der Personen zu unglaubwürdig sei. Auch passe „das vor Machismo triefende Pathos“ und die aufdringliche Musik nicht zu der sozialen und politischen Situation, die der Film doch eigentlich abbilden wolle. Von der erzähle er aber „letztlich eigentlich nichts“.
Der Filmkritiker Bilge Ebiri der Zeitschrift New York führt Athena auf Platz eins seiner Top-Ten-Filme 2022.

## Auszeichnungen
Für Athena erhielt Romain Gavras seine erste Einladung in den Wettbewerb um den Goldenen Löwen, den Hauptpreis des Filmfestivals von Venedig. Der Film blieb von der Wettbewerbsjury um Julianne Moore unprämiert, jedoch erhielt das Werk in Venedig die von unabhängigen Jurys vergebenen Preise ARCA CinemaGiovani Award (Bester Wettbewerbsfilm) und „Cinema For UNICEF Signaling“.